# Honda 67

Xe Honda 67 là một trong những chiếc xe tạo nên tên tuổi của Honda Motor, được sinh ra cùng thời Honda Cub. Chiếc xe này được sản xuất lần đầu vào năm 1962. Sau khi nước Nhật khủng hoảng kinh tế do thua trận sau Chiến tranh thế giới thứ hai, người ta bắt đầu dùng xe máy làm phương tiện đi lại thay thế cho ô tô. Cũng chính do khủng hoảng năng lượng, giá xăng dầu tăng cao nên Honda Motor đã cho sản xuất hàng loạt hai loại xe 50cm3 là Honda Cub 50cm3 dành cho nữ giới và Honda 67 dành cho nam giới.

## Thông số kỹ thuật
- Tên xe: SS50 50 cm3 (Honda 67)
- Động cơ: 4 kỳ, 1 xi lanh49 (cc)
- Công suất: 2.7/7000 (Kw/rpm)
- Momen: 4.1/6000 (Nm/rpm)
- Hộp số: 5 cấp hoặc 4 cấp
- Dung tích xăng: 5.5(L)
- Trọng lượng khô: 68 kg
- Năm sản xuất: 1962

## Lịch sử
Honda 67 có mặt tại Việt Nam từ thời Việt Nam Cộng Hòa, phục vụ việc đi lại của các tầng lớp dân cư. Dòng xe 67 chủ yếu thời đó là SS50 (sản xuất năm 1966 (hay còn gọi là Honda 66) và năm 1967). Một số dòng khác là SS50E (sản xuất năm 1971) và SS50V (năm 1972).
Ngày nay, ở Việt Nam, chiếc Honda 67 tuy vẫn chạy tốt nhưng chỉ có số ít người đi, chủ yếu là những người có niềm say mê và sáng tạo mới đối với Honda 67.